# Göritz (Hirschberg)
Göritz ist ein Ortsteil der Stadt Hirschberg in Thüringen. Zu dem ehemals eigenständigen Dorf gehört auch der in südlicher Richtung liegende Ortsteil Lehesten. Göritz wurde 1994 in die Stadt Hirschberg eingemeindet.

## Geografie und Geologie
Göritz liegt nordwestlich der Stadt Hirschberg links der Bundesautobahn 9 von München nach Berlin. Die Fluren von Göritz und dem Weiler Lehesten können geologisch dem Südostthüringer Schiefergebirge zugeordnet werden.
Nachbarorte sind im Nordwesten Frössen, im Norden Blintendorf, im Osten Ullersreuth und im Süden Lehesten. Das Dorf liegt im Tal des Lehestenbaches.

## Geschichte
Die erste urkundliche Erwähnung stammt aus dem Jahr 1355. In weiteren Nachforschungen fand Kahl die urkundlich nachgewiesene Ersterwähnung  am 24. September 1282.   Die Siedlung ist sorbischen Ursprungs und somit einige Jahre älter. Mit Beginn der deutschen Besiedelung entstand auch ein Rittergut, das bis 1853 die Obergerichtsbarkeit innehatte.

## Religion
Göritz besitzt keine Kirche und gehörte zunächst zur Pfarrei Gefell und seit 1869 zum Kirchspiel Frössen. Seit 1998 gehört es gemeinsam mit Ullersreuth zum Kirchspiel Blankenberg.

## Infrastruktur

### Bildung
Von 1833 an besaß Göritz eine eigene Schule mit festangestelltem Lehrer. 1964 erhielt das Dorf als zentraler Schulstandort eine zehnklassige Polytechnische Oberschule, die bis 1991 erhalten blieb. In diese Schule kamen die Kinder aus den Orten
- Göritz
- Sparnberg
- Frössen
- Langgrün
- Kühnsdorf
- Seubtendorf
- Blintendorf

Nach dem Umzug in die ehemalige Grenzkaserne von Göritz verblieb bis 1998 nur die Grundschule im Ort.

### Verkehr
Die 1945 von der Wehrmacht gesprengte Autobahnbrücke über die Saale wurde instand gesetzt, so dass am 16. Dezember 1966 bei Göritz ein neuer Grenzübergang für den Transitverkehr und innerdeutschen Reiseverkehr eröffnet werden konnte.
Seit 1938 führt die Autobahn München – Berlin, heute die Bundesautobahn A 9, unmittelbar am Dorf vorbei.
Mit den Linien 720 und 721 des Verkehrsunternehmens KomBus hat Göritz Anschluss an die Kernstadt Hirschberg (Saale) sowie an die Städte Schleiz und Bad Lobenstein.